# Paco Alcácer
Francisco "Paco" Alcacer García (phát âm tiếng Tây Ban Nha: [Pako alkaθer]; sinh ngày 30 tháng 8 năm 1993) là một cầu thủ bóng đá chuyên nghiệp người Tây Ban Nha chơi ở vị trí tiền đạo cho câu lạc bộ Sharjah tại UAE Pro League và đội tuyển quốc gia Tây Ban Nha.
Trưởng thành từ lò đào tạo của Valencia, anh bắt đầu chơi cho đội 1 trong năm 2010 và ghi tổng cộng 43 bàn thắng trong 118 trận đấu. Năm 2016, anh ký hợp đồng với FC Barcelona với giá 30 triệu Euro.
Alcacer đoạt chức vô địch châu Âu hai lần với U-19 Tây Ban Nha, và ra mắt đội tuyển vào năm 2014.

## Sự nghiệp câu lạc bộ

### Valencia
Sinh ra ở Torrent, cộng đồng Valencian, Alcácer là sản phẩm của hệ thống thanh thiếu niên của Valencia CF. Anh đã có màn ra mắt ở mùa giải 2009-10 khi mới chỉ 16 tuổi, ghi được ba bàn thắng trong 15 trận với đội dự bị và bị xuống hạng từ Segunda División B. Vào ngày 11 tháng 11 năm 2010, anh đã xuất hiện trong trận đấu đầu tiên của mình với đội đầu tiên, Đầy đủ 90 phút trong chiến thắng 4-1 của nhà với UD Logroñés (7-1 trên tổng số) trong Copa del Rey.
Vào ngày 12 tháng 8 năm 2011, sau khi Alcácer ghi được bàn thắng thứ ba và cuối cùng trong chiến thắng 3-0 thân thiện với A.S. Roma và rời khỏi sân vận động Mestalla cùng với bố mẹ anh, cha anh ngã xuống đất sau khi bị đau tim. Mặc dù có 30 phút nỗ lực của các bác sĩ để hồi sinh, 44 tuổi chết, và người chơi quay lại đào tạo ít hơn một tuần sau đó, vì mục đích "trị liệu".. Vào ngày 14 tháng 1 năm 2012, anh đã có trận ra mắt ở La Liga, thay vào đó là Sofiane Feghouli trong 20 phút cuối cùng của trận thua 0-1 trước Real Sociedad.

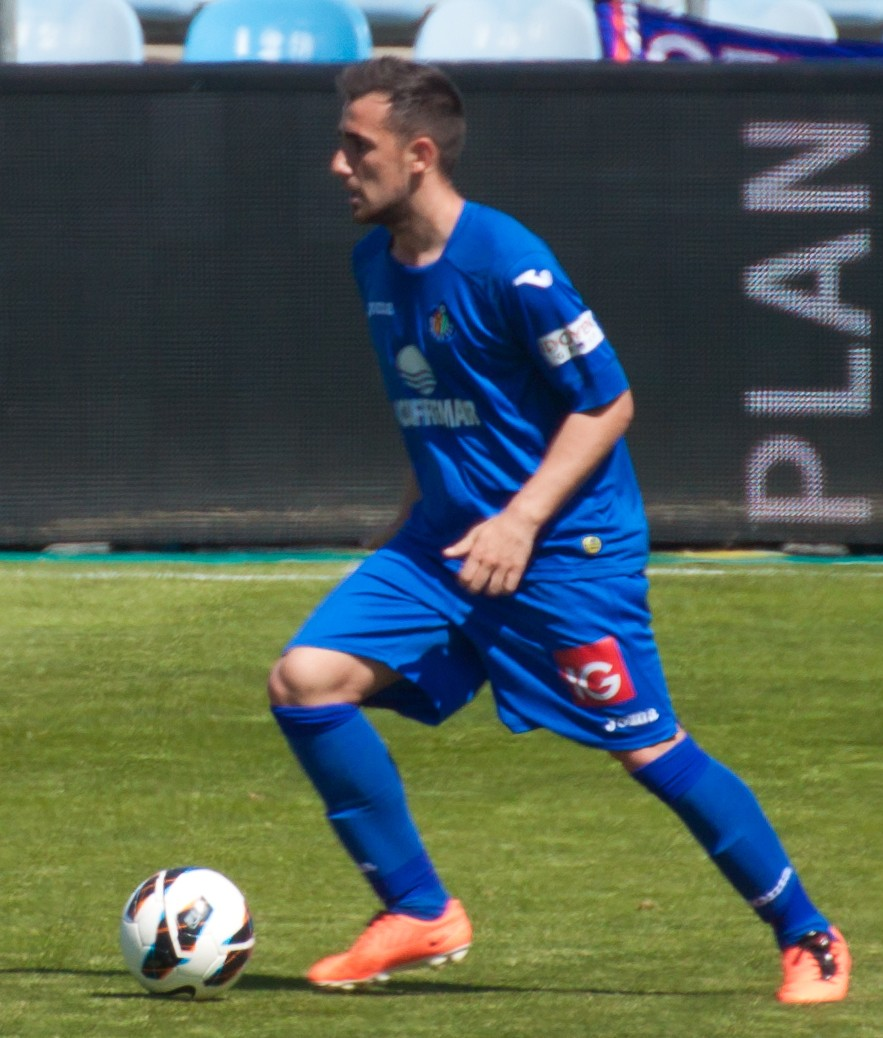
Alcácer đang chơi cho Getafe vào năm 2013

Vào mùa giải 2012-13, Alcácer cho mượn cho Getafe CF, trận đấu đầu tiên của anh với Deportivo de La Coruna, anh chơi 20 phút trong trận hòa 1-1. Anh đã ghi bàn đầu tiên của anh ở vị trí hàng đầu vào ngày 7 tháng 1 năm 2013 tại Rayo Vallecano, thua 1-3. Sau khi trở lại Valencia, anh đã ghi bàn đầu tiên cho câu lạc bộ phụ huynh của anh vào ngày 3 tháng 10, trong trận đấu với FC Kuban Krasnodar trong chiến dịch UEFA Europa League 2013-14.
Alcácer ghi bàn thắng đầu tiên cho Los Che vào ngày 25 tháng 1 năm 2014, trong trận hòa 2-2 trên sân nhà trước RCD Espanyol. Anh đã ghi thêm một bàn thắng nữa, ghi được chiến thắng 3-2 trước Camp Nou trước FC Barcelona.
Vào ngày 10 tháng 4 năm 2014, Alcácer ghi hat-trick đầu tiên trong sự nghiệp chuyên nghiệp của mình, giúp Valencia vượt qua giai đoạn thiếu hụt 0-3 trước khi đánh bại FC Basel 5-0 tại nhà và đủ điều kiện tham dự vòng bán kết Europa League. Đây là bàn thắng thứ 14 của anh trong mùa giải này, và thứ bảy trong cuộc thi lục địa, chiếc cúp châu Âu này đã giúp anh trở thành tay ghi bàn thứ hai của anh ở giải vô địch thế giới sau khi đồng hương Jonathan Soriano giành 8 bàn cho FC Red Bull Salzburg.
Vào ngày 17 tháng 8 năm 2014, Alcácer ghi bàn thắng đầu tiên trong chiến thắng 2-1 trên sân A.C. Milan cho Giải Cúp Orange, thông qua một cú sút xa. Anh đã được giao cho chiếc áo số '9' năm 2014-2015, trước đây là của Hélder Postiga. Vào ngày 9 tháng 12, gần kết thúc trận hòa 1-1 tại Granada CF, anh được trao một thẻ đỏ trực tiếp cho Juan Carlos; nổi bật vào ngày 27 tháng 1 năm 2015, người ta đã tiết lộ rằng anh đã gia hạn hợp đồng cho đến năm 2020 và mua -out khoản đã được nâng lên đến 80 triệu €.
Vào ngày 7 tháng 11 năm 2015, Alcácer và Daniel Parejo ghi hai bàn trong chiến thắng 5-1 trên sân Celta de Vigo lần thứ ba.Celta de Vigo. Sau ngày 21 tháng 1, cựu đội trưởng của đội Gary Neville bị đuổi khỏi đội trưởng sau khi kết quả kém.
Sau ba tháng không có bàn thắng, Alcácer đã phá vỡ cú đánh của mình bằng cú hat-trick trong chiến thắng 4-0 trước SD Eibar vào ngày 20 tháng 4 năm 2016. Anh đã hoàn thành chiến dịch với 15 trận tại tất cả các cuộc thi đấu, kết thúc ở vị trí thứ 12.

### Barcelona
Vào ngày 30 tháng 8 năm 2016, Alcácer đã ký hợp đồng với FC Barcelona với giá 30 triệu Euro trong một hợp đồng 5 năm, và cùng ngày Munir El Haddadi đi theo hướng khác cho mượn để được thay thế bởi đội bóng cũ là đội bóng thứ tư của đội, Lựa chọn sau Lionel Messi, Neymar và Luis Suárez. Anh đã ra mắt vào ngày 10 tháng 9 trong trận thua 1-2 trước Deportivo Alavés, chỉ có 8 phút trong 66 phút trước khi được Suárez thay thế.
Alcácer ghi bàn thắng chính thức đầu tiên của mình cho Blaugrana vào ngày 21 tháng 12 năm 2016, giúp đội thứ 5 thắng 7-0 trước Hércules CF để chứng kiến đội của anh có đủ điều kiện tham dự vòng 16 của Cúp Nhà vua Tây Ban Nha. Sau ngày 4 tháng 2, anh ghi được bàn thắng đầu tiên cho đội bóng mới của mình trong chiến thắng 3-0 trước Athletic Bilbao, bắt đầu thay cho Suárez nghỉ ngơi.

### Villareal
Alcácer trở lại giải vô địch quốc gia Tây Ban Nha vào ngày 30 tháng 1 năm 2020 khi anh đồng ý ký hợp đồng 5 năm rưỡi tại Villarreal và trở thành cầu thủ đắt giá nhất của câu lạc bộ này với mức giá 25 triệu euro. Anh ghi bàn ngay trong trận ra mắt trước Osasuna, giúp đội chủ nhà giành chiến thắng 3-1.

## Sự nghiệp quốc tế

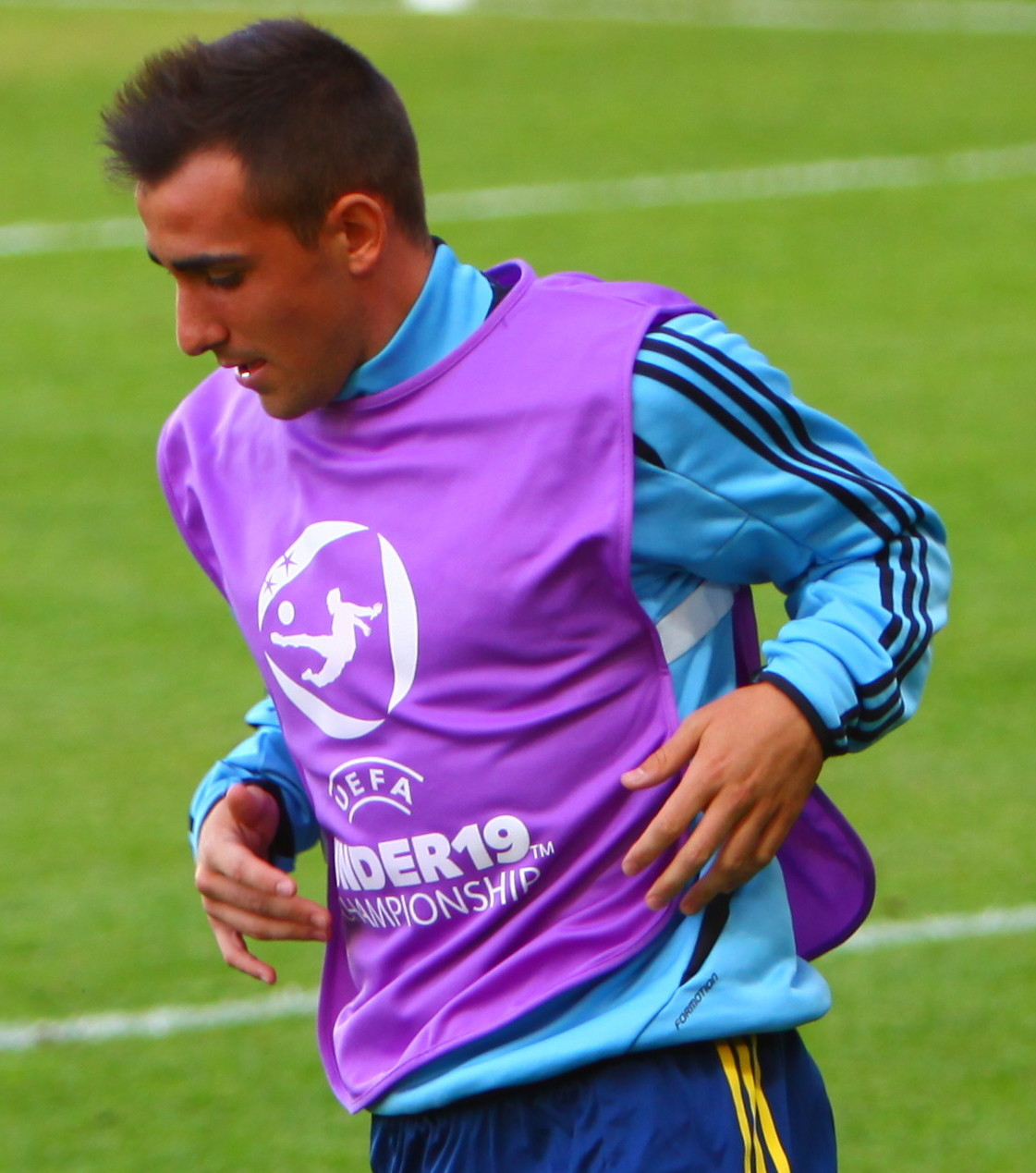
Alcácer khởi động trong trận U19 Tây Ban Nha năm 2012

Alcácer đại diện cho Tây Ban Nha ở tất cả các cấp độ thanh thiếu niên. Với đội hình dưới 17, anh đã lọt vào trận chung kết tại Giải vô địch bóng đá u-17 châu Âu 2010, cùng với đồng đội Valencia Valencia Juan Bernat và được ghi danh vào danh sách ghi bàn hàng đầu của đội với sáu bàn thắng, trong đó có 14 bàn khác cũng ghi được một kỷ lục mới. Đã giành giải vô địch châu Âu dưới 19 tuổi vào năm 2011 và 2012.
Vào ngày 29 tháng 8 năm 2014, Alcácer được HLV Vicente del Bosque đặt tên cho đội tuyển 23 cầu thủ trong trận gặp Pháp và Macedonia vào tháng 9, khởi đầu vào ngày 4 tháng 9 sau khi thay Diego Costa vào nửa cuối của trận cuối 0-1 thua thân thiện với đội sau. Lợi nhuận từ chấn thương của Costa, bốn ngày sau đó, anh đã có trận đấu đầu tiên với Macedonia tại Estadi Ciutat de València, ghi bàn thắng thứ hai của đội mình trong chiến thắng 5-1 trước vòng loại Euro 2016 và cũng là trợ lý cho đội thứ ba của Sergio Busquets, trong vòng loại tiếp theo của họ, sang Slovakia vào ngày 9 tháng 10, thay vào đó ghi một bàn gỡ hòa 82 phút, mặc dù Tây Ban Nha đã thua 1-2.
Alcocer ghi hai bàn trong chiến thắng 4-0 trước Luxembourg, đội này đã ghi dấu ấn phong độ, và anh đã hoàn thành chiến dịch đủ tiêu chuẩn với năm bàn thắng, nhiều nhất là Tây Ban Nha. Tuy nhiên, anh không được chọn cho giải đấu cuối cùng tại Pháp.

## Thống kê sự nghiệp

### Câu lạc bộ
Tính đến ngày 16 tháng 7 năm 2020 
| Câu lạc bộ               | Mùa giải            | Giải đấu            | Giải đấu | Giải đấu | Cúp quốc gia | Cúp quốc gia | Châu Âu | Châu Âu | Khác | Khác | Tổng cộng | Tổng cộng |
| Câu lạc bộ               | Mùa giải            | Hạng                | Trận     | Bàn      | Trận         | Bàn          | Trận    | Bàn     | Trận | Bàn  | Trận      | Bàn       |
| ------------------------ | ------------------- | ------------------- | -------- | -------- | ------------ | ------------ | ------- | ------- | ---- | ---- | --------- | --------- |
| Valencia                 | 2010–11             | La Liga             | 0        | 0        | 1            | 0            | 0       | 0       | —    | —    | 1         | 0         |
| Valencia                 | 2011–12             | La Liga             | 3        | 0        | 0            | 0            | 0       | 0       | —    | —    | 3         | 0         |
| Valencia                 | 2013–14             | La Liga             | 23       | 6        | 3            | 1            | 11      | 7       | —    | —    | 37        | 14        |
| Valencia                 | 2014–15             | La Liga             | 32       | 11       | 4            | 3            | —       | —       | —    | —    | 36        | 14        |
| Valencia                 | 2015–16             | La Liga             | 34       | 13       | 3            | 2            | 9       | 0       | —    | —    | 46        | 15        |
| Valencia                 | 2016–17             | La Liga             | 1        | 0        | 0            | 0            | 0       | 0       | —    | —    | 1         | 0         |
| Valencia                 | Tổng cộng           | Tổng cộng           | 93       | 30       | 11           | 6            | 20      | 7       | —    | —    | 124       | 43        |
| Getafe (mượn)            | 2012–13             | La Liga             | 20       | 3        | 3            | 1            | —       | —       | —    | —    | 23        | 4         |
| Barcelona                | 2016–17             | La Liga             | 20       | 6        | 4            | 2            | 3       | 0       | 0    | 0    | 27        | 8         |
| Barcelona                | 2017–18             | La Liga             | 17       | 4        | 3            | 2            | 2       | 1       | 1    | 0    | 23        | 7         |
| Barcelona                | Tổng cộng           | Tổng cộng           | 37       | 10       | 7            | 4            | 5       | 1       | 1    | 0    | 50        | 15        |
| Borussia Dortmund (mượn) | 2018–19             | Bundesliga          | 14       | 12       | 0            | 0            | 4       | 1       | —    | —    | 18        | 13        |
| Borussia Dortmund        | 2018–19             | Bundesliga          | 12       | 6        | 1            | 0            | 1       | 0       | —    | —    | 14        | 6         |
| Borussia Dortmund        | 2019–20             | Bundesliga          | 11       | 5        | 1            | 1            | 2       | 0       | 1    | 1    | 15        | 7         |
| Borussia Dortmund        | Tổng cộng           | Tổng cộng           | 37       | 23       | 2            | 1            | 7       | 1       | 1    | 1    | 47        | 26        |
| Villarreal               | 2019–20             | La Liga             | 13       | 4        | 1            | 0            | —       | —       | —    | —    | 14        | 4         |
| Tổng cộng sự nghiệp      | Tổng cộng sự nghiệp | Tổng cộng sự nghiệp | 264      | 112      | 24           | 12           | 33      | 9       | 4    | 2    | 322       | 135       |

### Quốc tế
Tính đến 18 tháng 11 năm 2019
| Tây Ban Nha | Tây Ban Nha | Tây Ban Nha |
| Năm         | Trận        | Bàn         |
| ----------- | ----------- | ----------- |
| 2014        | 5           | 3           |
| 2015        | 6           | 3           |
| 2016        | 2           | 0           |
| 2018        | 2           | 3           |
| 2019        | 4           | 3           |
| Tổng cộng   | 19          | 12          |

### Bàn thắng quốc tế
| #   | Ngày                 | Địa điểm                                               | Đối thủ        | Bàn thắng | Kết quả | Giải đấu                    |
| --- | -------------------- | ------------------------------------------------------ | -------------- | --------- | ------- | --------------------------- |
| 1.  | 9 tháng 9 năm 2014   | Sân vận động Ciutat de València, Valencia, Tây Ban Nha | Macedonia      | 2−0       | 5−1     | Vòng loại Euro 2016         |
| 2.  | 9 tháng 10 năm 2014  | Sân vận động Dubňom, Žilina, Slovakia                  | Slovakia       | 1−1       | 1−2     | Vòng loại Euro 2016         |
| 3.  | 12 tháng 10 năm 2014 | Sân vận động Josy Barthel, Luxembourg City, Luxembourg | Luxembourg     | 2−0       | 4−0     | Vòng loại Euro 2016         |
| 4.  | 11 tháng 6 năm 2015  | Sân vận động Reino de León, León, Tây Ban Nha          | Costa Rica     | 1−1       | 2−1     | Giao hữu                    |
| 5.  | 9 tháng 10 năm 2015  | Sân vận động Las Gaunas, Logroño, Tây Ban Nha          | Luxembourg     | 2−0       | 4−0     | Vòng loại Euro 2016         |
| 6.  | 9 tháng 10 năm 2015  | Sân vận động Las Gaunas, Logroño, Tây Ban Nha          | Luxembourg     | 3−0       | 4−0     | Vòng loại Euro 2016         |
| 7.  | 11 tháng 10 năm 2018 | Sân vận động Thiên niên kỷ, Cardiff, Wales             | Wales          | 1−0       | 4−1     | Giao hữu                    |
| 8.  | 11 tháng 10 năm 2018 | Sân vận động Thiên niên kỷ, Cardiff, Wales             | Wales          | 3−0       | 4−1     | Giao hữu                    |
| 9.  | 15 tháng 10 năm 2018 | Sân vận động Benito Villamarín, Sevilla, Tây Ban Nha   | Anh            | 1−3       | 2−3     | UEFA Nations League 2018−19 |
| 10. | 5 tháng 9 năm 2019   | Arena Națională, Bucharest, România                    | România        | 2−0       | 2−1     | Vòng loại Euro 2020         |
| 11. | 8 tháng 9 năm 2019   | Sân vận động El Molinón, Gijón, Tây Ban Nha            | Quần đảo Faroe | 3−0       | 4−0     | Vòng loại Euro 2020         |
| 12. | 8 tháng 9 năm 2019   | Sân vận động El Molinón, Gijón, Tây Ban Nha            | Quần đảo Faroe | 4−0       | 4−0     | Vòng loại Euro 2020         |